# Vāv Darreh-ye Bozorg
Vāv Darreh-ye Bozorg (persiska: واو دَرِّه, واو دَرِّه بُزُرگ, واو درّه بزرگ, Vāv Darreh) är en ort i Iran.   Den ligger i provinsen Mazandaran, i den norra delen av landet, 170 km öster om huvudstaden Teheran. Vāv Darreh-ye Bozorg ligger 895 meter över havet och antalet invånare är 112.
Terrängen runt Vāv Darreh-ye Bozorg är huvudsakligen kuperad, men åt sydost är den bergig. Runt Vāv Darreh-ye Bozorg är det ganska tätbefolkat, med 96 invånare per kvadratkilometer. Närmaste större samhälle är Pol-e Sefīd, 17,3 km väster om Vāv Darreh-ye Bozorg. I omgivningarna runt Vāv Darreh-ye Bozorg växer i huvudsak blandskog.